# Иззет Мехмед-паша
Иззет Мехмед-паша (тур. İzzet Mehmed Paşa; 1723 — февраль 1784, Белград) — османский государственный деятель, великий визирь Османской империи (1774—1775, 1781—1782).

## Биография
Родился в 1723 году в бейлике Зонгулдак. Сын Хусейн-бея и внук Мехмеда-паши. К концу русско-турецкой войны (1768—1774) Иззет Мехмед-паша был каймакамом, заместителем великого визиря, который руководил в отсутствие великого визиря. 10 августа 1774 года султан Абдул-Хамид I назначил его великим визирем Османской империи. Его первый срок полномочий закончился 7 июля 1775 года. Затем он занимал должности губернатора Айдына (1775), Египта (1776—1778), Сиваса (1778—1779), Эрзурума (1779, 1780—1781) и Ракки (1779—1780).
20 февраля 1781 года Иззет Мехмед-паша, находившийся в должности губернатора эялета Эрзерум, был вторично назначен великим визирем Османской империи. Его главной задачей было реформирование османской армии, которая потерпела ряд поражений, но он не смог справиться с этой задачей. 25 августа 1782 года он был отправлен в отставку с занимаемой должности и сослан в Пловдив, где провел четыре с половиной месяца. В январе 1783 года он был помилован и был назначен губернатором Белграда.
Иззет Мехмед-паша скончался в феврале 1784 года в Белграде, находясь на посту губернатора.